# Mychajlo Kochan
Mychajlo Serhijowitsch Kochan (ukrainisch Михайло Сергійович Кохан; englisch Mykhaylo Kokhan; * 22. Januar 2001 in Dnipropetrowsk) ist ein ukrainischer Leichtathlet, der sich auf den Hammerwurf spezialisiert hat. 2024 gewann er bei den Olympischen Sommerspielen in Paris die Bronzemedaille.

## Sportliche Laufbahn
Erste internationale Erfahrungen sammelte Mychajlo Kochan im Jahr 2017, als er bei den U18-Weltmeisterschaften in Nairobi mit einer Weite von 82,31 m mit dem 5-kg-Hammer die Goldmedaille gewann. Anschließend siegte er auch beim Europäischen Olympischen Jugendfestival (EYOF) in Győr mit einem Wurf auf 78,28 m. Im Jahr darauf nahm er an den U18-Europameisterschaften ebendort teil und stellte dort mit 87,82 m einen neuen Weltrekord in der U18-Altersklasse auf. Nur wenige Tage später erreichte er bei den U20-Weltmeisterschaften in Tampere teil und gewann dort mit 79,68 m die Silbermedaille mit dem 6-kg-Hammer. Im Herbst startete er bei den Olympischen Jugendspielen in Buenos Aires und sicherte sich die Goldmedaille. 2019 siegte er auch bei den U20-Europameisterschaften im schwedischen Borås mit 84,73 m, womit er neben einem Meisterschaftsrekord auch einen neuen U20-Europarekord aufstellte. Nur der Katarer Ashraf Amgad el-Seify warf in dieser Altersklasse weiter. Neben seinen Erfolgen im Nachwuchsbereich qualifizierte er sich auch erstmals für die Weltmeisterschaften in Doha, bei denen er auf Anhieb das Finale erreichte und dort mit neuer Bestleistung von 77,39 m den fünften Platz belegte. 2020 siegte er mit 75,43 m bei den Balkan-Meisterschaften in Cluj-Napoca und im Jahr darauf siegte er mit neuer Bestleistung von 80,78 m beim Gyulai István Memorial und siegte kurz darauf mit 77,88 m bei den U23-Europameisterschaften in Tallinn. Anschließend nahm er an den Olympischen Spielen in Tokio teil und wurde dort mit 80,39 m im Finale Vierter. Daraufhin gewann er die Hungarian GP Series Budapest mit 78,77 m.
2022 belegte er bei den Weltmeisterschaften in Eugene mit 78,83 m im Finale den siebten Platz und anschließend wurde er bei den Europameisterschaften in München mit 78,48 m Fünfter. Im Jahr darauf wurde er bei der 2. Liga der Team-Europameisterschaft im Zuge der Europaspiele in Chorzów mit 77,03 m Erster und sicherte sich damit ligenübergreifend die Silbermedaille hinter dem Polen Wojciech Nowicki. Anschließend verteidigte er bei den U23-Europameisterschaften in Espoo mit 77,21 m seinen Titel und siegte dann mit 79,37 m beim Gyulai István Memorial sowie mit 78,62 m beim P-T-S Meeting. Im August belegte er bei den Weltmeisterschaften in Budapest mit 79,59 m im Finale den fünften Platz. 2024 siegte er mit 80,33 m beim USATF Los Angeles Grand Prix, ehe er bei den Europameisterschaften in Rom mit 80,18 m die Bronzemedaille hinter dem Polen Wojciech Nowicki und Bence Halász aus Ungarn. Im August gewann er bei den Olympischen Sommerspielen in Paris mit 70,39 m im Finale die Bronzemedaille hinter dem Kanadier Ethan Katzberg und Bence Halász aus Ungarn. 2025 siegte er bei der 1. Liga der Team-Europameisterschaft in Madrid mit neuer Bestleistung von 81,66 m, ehe er bei den World University Games in Bochum mit 77,10 m ebenfalls siegreich war.
In den Jahren von 2019 bis 2021 und 2023 wurde Kochan ukrainischer Meister im Hammerwurf.